# Kauko Kauppinen
Kauko Kalervo Kauppinen (Vihti, 12 gennaio 1940 – 27 marzo 2023) è stato un cestista finlandese.

## Carriera
Ha giocato nel Helsingin NMKY dal 1960 al 1966. Con la Finlandia ha disputato 35 partite tra il 1962 e il 1965.